# Robert Bruce Elliott
Robert Bruce Elliott (* 3. September 1949 in Renton (Washington)) ist ein US-amerikanischer Schauspieler, Synchronsprecher, ADR Director und Skriptschreiber. Er hat für zahlreiche englischsprachige Versionen von japanischen Anime Serien gesprochen. Er hatte außerdem Fernseh- und Filmauftritte, zum Beispiel in Barney und seine Freunde, JFK – Tatort Dallas und Finding North.

## Filmografie

### Anime
- Baccano! – Szilard Quates
- Baki the Grappler – Hitoshi Kuriyagawa
- Bamboo Blade – Sakaguchi
- Basilisk – Azuki Rousai
- BECK: Mongolian Chop Squad – Kenichi Saitou
- Black Blood Brothers – Zhang Lei Kao
- Black Butler – Tanaka
- Black Butler II – Tanaka, Elderly Japanese Man (Ep. 4)
- Black Cat – Durham Glaster
- Burst Angel – Narrator
- C – Control – The Money and Soul of Possibility – Kikuchi (Ep. 4–5)
- Chaos;Head – Yuda Kuramochi
- Chrome Shelled Regios – Gandoweria
- Claymore – Schwert der Rache – Rubel
- D.Gray-man – Bookman
- Dance in the Vampire Bund – Isao Ebikawa (Ep. 1)
- Darker than Black – Yoshimitsu Horai
- Deadman Wonderland – Hagire Rinichiro (Ep. 6–7, 10)
- Detektiv Conan – Richard Moore
- Dragon Age: Dawn of the Seeker – High Seeker
- Dragon Ball Z – The Movie: Der Stärkste auf Erden – Dr. Wheelo
- Dragon Ball Z Kai – Ginyu
- Dragonaut – The Resonance – Narrator
- Fairy Tail – Makarov Dreyar
- Fullmetal Alchemist – Basque Grand
- Fullmetal Alchemist Brotherhood – Basque Grand, Dr. Knox
- Ga-Rei – Monster in Ketten – Garaku Tsuchimiya
- The Galaxy Railways – Akatsuki (Ep. 8)
- Ghost Hunt – Urado
- Glass Fleet – Jean Luc Silvernail
- Gunslinger Girl – Dr. Donato
- Hell Girl – Wanyuudou
- Hero Tales – Ryoshu
- Heroic Age – Mobeedo Oz Mehelim
- Hetalia: Axis Powers – Adolf Hitler
- Jyu Oh Sei – Colin
- Kaze no Stigma – Jūgo Kannagi
- Kenichi: The Mightiest Disciple – Hayato Furinji
- Kodocha – Sanzou
- Lupin III: The Columbus Files – Burton
- Murder Princess – Jodu Entolasia
- Mushishi – Mio’s Father (Ep. 22)
- Negima!? – Konoemon „Dean“ Konoe
- Oh! Edo Rocket – Torii
- Ōkami-san and her Seven Companions – Ranpu Aragami
- One Piece – Edward Newgate/Whitebeard, Dr. Nako, Henzo
- Origin: Spirits of the Past – Agashi
- Ouran High School Host Club – Kasanoda’s Father
- Panty & Stocking with Garterbelt – Nishi (Ep. 5B)
- Romeo × Juliet – Conrad
- The Sacred Blacksmith – Jack Strader
- Samurai 7 – Shimada Kanbei
- School Rumble – Matakichi Itou, Narrator
- Sengoku Basara: Samurai Kings – Shimazu Yoshihiro
- Sgt. Frog – Narrator
- Shakugan no Shana II – Zarovee
- Shangri-La – Old Man Army
- Shiki – Tomio Ookawa
- Shigurui: Death Frenzy – Gonzaemon Ushimata
- SoltyRei – Dr. Dewey Black (Ep. 3)
- Sōsei no Aquarion – Lensi
- Speed Grapher – Dr. Mizonoguchi
- Spiral – Gefährliche Wahrheit – Keishisei Kanzaka
- Strain: Strategic Armored Infantry – Barrow
- Tales of Vesperia: The First Strike – Merzhom
- Trinity Blood – Karel Vandenberg/Count of Amsterdam, Narrator
- Tsubasa – Reservoir Chronicle – Fei Wong Reed
- Tsukuyomi – Moon Phase – Vigo
- Witchblade – Tatsuoki Furumizu
- Yū Yū Hakusho – Yama (King Enma)

### Film/Fernsehsendungen
- The Anarchist Cookbook – Coffee Shop Manager
- Barney und seine Freunde – Mr. Tenagain
- Carried Away – Wilton
- The Chase – Die Wahnsinnsjagd – Frank Smuntz
- Dangerous Curves (TV series) – Charlie Paddock
- Dr. T and the Women – City Council Member
- Finding North – T.V. Salesman
- Fletch – Der Tausendsassa – Bobby Ralph
- Guilty or Innocent – Police Officer
- Indefinitely – Mr. Hossela
- JFK – Tatort Dallas – Albert Bogard
- Murder in the Heartland – Dr. Quill
- Walker, Texas Ranger – Kyle Jennings, Store Owner, Neighbor

### Videospiele
- Dragon Ball Serie – Ginyu, Dr. Wheelo
- Detektiv Conan – Die Mirapolis-Ermittlung – Richard Moore
- Comic Jumper: The Adventures of Captain Smiley – The Puttmaster
- The Gunstringer – Narrator
- Kansei – William Auten
- Orcs Must Die! – Master
- One Piece: Unlimited Adventure – Whitebeard/Edward Newgate

## ADR Staff Credits

### Voice Director
- Big Windup!
- Romeo × Juliet
- Shikabane Hime

### Skriptschreiber
- Romeo × Juliet
- Shikabane Hime